# 何永清
何永清（1606年—1667年），字湛源，號淡如，陝西漢中府褒城縣人，明朝、南明政治人物。

## 生平
何永清是天啟四年（1624年）甲子科舉人，崇禎十年（1637年）成進士，吏部觀政，十三年授户部貴州司主事，十四年升员外郎，出任山東青州知府。北京失陷，他打算起兵恢復國土，南下後獲授浙江台海兵備副使，不久辭官在石門山出家為僧，四名兒子都擅長文學，到六十二歲去世，縣令劉漢卿為他寫下墓志。